# Q-Sharp
Q# (englisch Q sharp [quːˈʃɑːp]) ist eine domänenspezifische Programmiersprache von Microsoft, die zum Ausdrücken von Quantenalgorithmen verwendet wird. Sie wurde ursprünglich von Microsoft als Teil des Quantum Development Kit für die Öffentlichkeit freigegeben.
Q# wird zum Schreiben von Unterroutinen genutzt, die auf einem ergänzenden Quantenprozessor ausgeführt werden. Für die Steuerung werden hierbei ein klassisches Hostprogramm und ein Computer eingesetzt. Bis zur allgemeinen Verfügbarkeit von Quantenprozessoren werden Q#-Unterroutinen auf einem Simulator ausgeführt.
Von Q# werden einige primitive Typen bereitgestellt, und es gibt zwei Möglichkeiten (Arrays und Tupel) zum Erstellen von neuen strukturierten Typen. Es wird ein einfaches Prozedurmodell zum Schreiben von Programmen mit Schleifen und If/Then-Anweisungen unterstützt. Die Konstrukte der obersten Ebene in Q# sind benutzerdefinierte Typen, Vorgänge und Funktionen.